# Frank Hurley
Frank Hurley (Glebe, 15 de outubro de 1885 – Sydney, 16 de janeiro de 1962) foi o fotógrafo australiano da expedição liderada pelo irlandês Ernest Henry Shackleton em 1914, com destino à Antártica.

As suas fotos imortalizaram a saga do navio Endurance, utilizado na viagem.
A sua bisneta também fotógrafa, Felicity Hurley Byrnes, voltara a Antártica em nova expedição no ano de 2008. Atividade esta que faz parte das comemorações do Ano Polar International.